# Camila Canabal
Camila Soledad Canabal Sapelli (Montevideo, Uruguay; 8 de noviembre de 1975) es una presentadora de televisión venezolana.

## Biografía y vida personal
Camila es la mayor de los tres hijos de Joaquín Canabal (1950) y María Rosario Sapelli (1952-2014), ambos cardiólogos. Sus hermanos son Francisco (1976) y Valentina (1982-2000). Camila y sus padres, se mudaron a Venezuela cuando ella tenía dos meses de edad. Allí se crio en Barquisimeto, Estado Lara y más tarde estudió inglés en Mineápolis, Estados Unidos.
En 1995, inició una relación sentimental con Francisco Blavia. El 12 de febrero de 1999, se casaron religiosamente. El 2 de julio de 2004, nació su primera hija; Joaquina Valentina. El 24 de noviembre de 2006, nació su segunda hija; Guillermina Valentina y el 16 de julio de 2010, se mudaron a Miami.

## Carrera
Su primera aparición en televisión fue el 7 de octubre de 1997 en una televisora en Promar TV, pero su carrera se desarrolló mucho más cuando, a los 22 años de edad, fue contratada por la televisora RCTV para presentar varios programas. Fue presentadora del programa Vida Mamá que se transmitió por MGM Channel y Casa Club TV. Actualmente tiene su propia línea de carteras y tiene un programa llamado Así lo ve Camila. 

## Trayectoria

### Programas de TV
| Año       | Programa              | Rol            | Canal                              |
| --------- | --------------------- | -------------- | ---------------------------------- |
| 1999      | Tropa de vacaciones   | Animadora      | RCTV                               |
| 1999      | Arriba Juventud       | Animadora      | RCTV                               |
| 2000-2006 | Aprieta Y Gana        | Animadora      | RCTV                               |
| 2006      | Duelo de famosos      | Animadora      | RCTV                               |
| 2008      | La Pareja Dispareja   | Animadora      | RCTV                               |
| 2011-2013 | Vida mamá             | Presentadora   | Casa Club TV - MGM Channel         |
| 2013-2017 | Así Love Camila       | Presentadora   | Casa Club TV - (YouTube 2015-2017) |
| 2019      | Venezuela Aid Live    | Presentadora   | Varios Canales                     |
| 2021-2022 | Camila Live (Pódcast) | Entrevistadora | YouTube                            |